# 渡里町
渡里町（わたりちょう）は、茨城県水戸市にある地名である。郵便番号は310-0902。

## 地理
- 水戸市の北部に位置する。国道123号沿いには商店街があるが、地名が3000番台の場所は畑や水田が広がっている。基本的に台地だが一部低地になっている。
- 北東部には那珂川も流れている。

## 歴史
- 8世紀頃、台渡里に寺が作られる。
- 1926年、茨城鉄道が開通する。
- 1955年、渡里村が水戸市に編入する。
- 1965年、茨城鉄道が廃止される。
- 1986年、台風により那珂川が氾濫し町内の一部に被害が出た。
- 1998年、大雨により那珂川が氾濫し町内の一部に被害が出た。

## 小字
町内に85の小字がある。
- 野竹
- 笊山
- 念仏久保
- 南前原
- 前原
- 小岩井
- 江川
- 往還向
- 上河原
- 下河原
- 上杉
- 下ノ内
- 下荒田
- 河原
- 藤山
- 八幡前
- 長者山下
- 立原
- 長者山
- 下久弥
- 宿
- 七石田
- 藤本下
- 上荒田
- 門前
- 新地
- 金沢
- 槐下
- 神田
- 洞ノ内
- 洞ノ下
- 渡船場
- 白籏山
- 大夫久保
- 枝内
- 江添
- 久弥妻
- 粒尻
- 新河原
- 反町
- 横枕
- 仲田
- 八幡下
- ウツキザキ
- 芦山
- シタラシ
- 宮不
- 上五反田
- 下五反田
- 赤井尻
- 下沼
- 石ボック
- 沼
- 袖沼
- 中塙
- 野木
- 松木下
- アラヤ
- アラヤ前
- 高野台
- 新田後
- 狸久保
- 宿屋敷
- ヤジカ
- 曳地
- 上曳地
- 狭間
- アラ沼
- 江川向
- 下伏木
- 上伏木
- 下杉
- 芦畑
- 榎戸
- 八幡河原
- 稲荷宮
- 戸崎
- 六反田
- 仲平下
- 三反田
- 上石井
- ミソウ作
- 小山
- 小山ノ上
- 中島

## 小・中学校の学区
市立小・中学校に通う場合、学区は以下の通りとなる。
| 番地 | 小学校             | 中学校             |
| ---- | ------------------ | ------------------ |
| 全域 | 水戸市立渡里小学校 | 水戸市立第五中学校 |

## 施設
- 水戸渡里郵便局
- JA水戸渡里支店
- アコーディア・ガーデン水戸

## 交通
鉄道駅がないため近隣の赤塚駅または水戸駅を使用することになる
一般路線バス
- 太字は渡里町にあるバス停留所

| 系統 | 主要経由地                                                                                       | 行先                                   | 運行会社  |
| ---- | ------------------------------------------------------------------------------------------------ | -------------------------------------- | --------- |
| 2    | 水戸駅・大工町・栄町・渡里二区・渡里小入口・渡里農協・台渡里・新谷・渡里ゴルフセンター           | 水戸駅（若宮団地）・渡里ゴルフセンター | ■茨城交通 |
| 40   | 水戸駅・大工町・栄町・渡里二区・渡里小入口・渡里農協・台渡里・那珂西・石塚車庫                   | 水戸駅・石塚車庫                       | ■茨城交通 |
| 41   | 水戸駅・大工町・栄町・渡里二区・渡里小入口・渡里農協・台渡里・成沢・石塚車庫                     | 水戸駅・石塚車庫                       | ■茨城交通 |
| 45   | 水戸駅・大工町・栄町・渡里二区・渡里小入口・渡里農協・台渡里・那珂西・石塚車庫・上圷・野口・長倉 | 水戸駅・御前山車庫                     | ■茨城交通 |
| 47   | 水戸駅・大工町・栄町・渡里二区・渡里小入口・渡里農協・台渡里・水戸藤が原ニュータウン西           | 水戸駅・水戸ニュータウン               | ■茨城交通 |

高速バス
- 太字は渡里町にあるバス停留所

| 系統                  | 主要経由地                                                                                   | 行先           | 運行会社                        |
| --------------------- | -------------------------------------------------------------------------------------------- | -------------- | ------------------------------- |
| みと号 （茨大ルート） | 水戸駅南口・水戸駅・大工町・茨大前・渡里小入口・水戸北スマートインター・石岡・東京駅日本橋口 | 水戸駅・東京駅 | ■関東鉄道 ■茨城交通 ■JRバス関東 |

道路
- 国道118号
- 国道123号
- 茨城県道63号水戸勝田那珂湊線
- 茨城県道113号真端水戸線